# DLC Aachen

Neues Vereinslogo

Der DLC Aachen 1932 e. V. (ausgeschrieben: Deutscher Leichtathletik-Club Aachen 1932 e. V.) ist ein Aachener Sportverein, der 1932 gegründet wurde und sich schwerpunktmäßig dem Lauf- und Triathlonsport widmet. Von den knapp unter 400 Mitgliedern fallen mehr als 70 % auf die 1989 gegründete Triathlonabteilung. Diese ist mit insgesamt acht Mannschaften (Stand 2017) in verschiedenen Wettkampfligen vertreten und kämpft seit der Saison 2014 mit je einem Frauen- und Männerteam in der zweiten Triathlon-Bundesliga. Sowohl Leichtathleten, diese vor allem in den höheren Altersklassen, als auch Triathleten des Vereins errangen vordere Plätze bei nationalen und internationalen Wettbewerben, darunter auch Welt-, Europa- und Deutsche Meistertitel.

## Geschichte
Die Wurzeln des DLCs Aachen liegen im Aachener Turn- und Sportverein Alemannia Aachen 1900 e. V., wo sich zu damaliger Zeit die kleine Leichtathletikabteilung gegenüber dem Fußballbereich nicht durchsetzen konnte. Daraufhin traten im Jahr 1932 eine Handvoll Leichtathleten aus der Alemannia aus und gründeten einen neuen Verein, den sie gemäß dem vorherrschenden Zeitgeschmack „Deutscher Leichtathletik-Verein Aachen 1932 e. V.“ benannten. Hier wurden anfangs alle klassischen Leichtathletikdisziplinen angeboten und als Trainingsstätte fungierte das Aachener Waldstadion und der umgebende Aachener Wald.
Nach einer mehrjährigen Unterbrechung durch den Zweiten Weltkrieg wurde am 13. Oktober 1945 im alten Sitzungssaal der Handwerkskammer Aachen der DLC Aachen quasi als Neugründung bestätigt. Im Laufe der Zeit verlagerte sich der Schwerpunkt des Sportangebotes zunehmend auf die Laufdisziplinen, von der Mittelstrecke bis hin zum Ultramarathon. Besonders erfolgreich präsentierten sich hierbei ab den 1980er-Jahren die Läuferinnen, die sich als „Ladys-Running-Team“ zusammenschlossen. Im Laufe der Zeit kam dann noch eine „Gehermannschaft“ hinzu, die jedoch Anfang der 1990er-Jahre mehrheitlich zur 1956 neu gegründeten Leichtathletikabteilung der Alemannia Aachen wechselte, sowie eine Skilanglaufgruppe, die sich mangels geeigneter Trainingsmöglichkeiten in der Region ebenfalls um 1990 auflöste.
Nachdem ab circa 1982 der Triathlonsport in Deutschland allmählich Fuß gefasst hatte, öffnete sich auch der DLC für diese neue Sportart. Dies führte zu rasch steigenden Mitgliederzahlen, unter anderem auch bedingt durch den mehrheitlichen Eintritt der Mitglieder der Hochschulsportgruppe Triathlon der RWTH Aachen in den DLC, woraufhin am 10. Mai 1989 per Satzungsbeschluss die eigenständige Triathlonabteilung des DLCs gegründet wurde, die der Deutschen Triathlon Union beitrat. Rasch entwickelte sich diese Abteilung sowohl qualitativ als auch quantitativ zum Aushängeschild des Vereins und konnte im Jahr 2014 ihr 25. Jubiläum und ihre bisher erfolgreichste Saison feiern.
Als Information für seine Mitglieder wird seit 1949 die Vereinszeitschrift „Der Rennschuh“ herausgegeben, die anfangs mehrmals pro Jahr und seit 2009 einmal jährlich einen zusammenfassenden Überblick über die Vereinsaktivitäten gibt.
Für besondere sportliche Leistungen wurden bisher Walter Rennschuh und Astrid Ganzow mit dem Karlssiegel der Stadt Aachen geehrt.

## Leichtathletikabteilung
In den ersten Jahrzehnten des Vereinslebens dominierten die klassischen Leichtathletikdisziplinen, wobei ab den 1970er-Jahren der Schwerpunkt zunehmend auf die längeren Laufstrecken gelegt wurde. Einer der Gründe hierfür war 1974 die Wahl des amtierenden Vorsitzenden Hubert Küchen zum Volkslaufwart im Leichtathletik-Verband Nordrhein, woraufhin dieser mit dem DLC die Volkslaufbewegung, an der vor allem der Breitensportpionier Ernst van Aaken maßgeblichen Anteil hatte, durch Trainingsangebote und Laufveranstaltungen für jedermann intensiv förderte.
Ebenfalls durch van Aakens Einsatz für den Langstreckenlauf der Frauen inspiriert, öffnete sich der DLC zunehmend auch für langlaufbegeisterte Frauen aller Altersklassen. Aus dieser anfangs etwas belächelten Gruppe entstand im Laufe der Jahre eine schlagkräftige Damenmannschaft, die mit ihren Athletinnen bis in die deutsche Spitze sowohl in den Einzel- als auch vor allem in den Mannschaftswertungen bei den Marathon- und Ultramarathondisziplinen vordrang. Zwischen 1992 und 2003 gehörte die DLC-Mannschaft der Frauen mehrfach zu den Top Ten der Deutschen Meisterschaften, davon im ersten Jahr auf Platz zwei. Aber auch auf den Ultramarathonstrecken belegten immer wieder Läuferinnen des Vereins vordere Plätze bei nationalen und internationalen Wettbewerben sowie bei Deutschen Meisterschaften und holten im Jahr 1997 auch hier den Mannschaftssieg über die Deutsche Meisterschaft im 50-km-Lauf.
Der erfolgreichste Leichtathlet des Vereins bei den Männern war in unterschiedlichen Altersklassen der mehrmalige Welt-, Europa- und Deutsche Meister Walter Rennschuh in den technischen und Sprintdisziplinen. Die Laufspezialisten dagegen waren bis auf wenige Ausnahmen in der nationalen Spitze nicht so erfolgreich vertreten, konnten aber eher in den Mannschaftswertungen sowie auf Landes- und Kreisebene zahlreiche Erfolge durch vordere Platzierungen in den Altersklassen und örtliche Streckenrekorde erzielen. Herausragende Leistungen bei den Mannschaftswertungen waren bisher unter anderem der dritte Platz in der AK 50 bei der Deutschen Marathonmeisterschaft 2008 in Mainz. und der zweite Platz ein Jahr später ebenfalls in Mainz sowie in der Einzelwertung der zweite Platz in der AK 50 der deutschen Marathon-Bestenliste 2007 durch Winfried Willems.
Darüber hinaus ist der DLC seit vielen Jahren auch als Ausrichter von verschiedenen überregional bekannten Laufveranstaltungen tätig. Zunächst richtete er in den 1970er und 1980er Jahren gemäß der damaligen Vereinsphilosophie jährlich einen Volkslauf aus, welcher nach einigen Jahren Pause ab 1995 von dem Aachener Silvesterlauf abgelöst wurde, der sich zur teilnehmerstärksten Sportveranstaltung zum Jahreswechsel im Leichtathletik-Verband Nordrhein entwickelte. Außerdem bot der DLC von 1991 bis 2011 jedes Frühjahr eine international offene Dreier-Bahnlaufserie über 1500 m, 5000 m und 10.000 m im Aachener Waldstadion an, die zum Gedenken an den Ehrenvorsitzenden „Hubert-Küchen-Serie“ getauft wurde. Einzelne dieser drei Disziplinen wurden dabei immer wieder als Kreismeisterschaften ausgerichtet. Seit 2012 wurde diese Traditionsveranstaltung von der Leichtathletik-Abteilung der Aachener TG übernommen.
Seit 2025 startet der DLC Aachen mit Alemannia Aachen und der Aachener TG gemeinsam als Leichtathletikgemeinschaft „LG Aachen“.

### Herausragende Athleten (Auswahl)
- Angelika Dunke (* 1955), Marathonbestzeit 2:35:13 h, aufgestellt 1989 in Berlin; 1996 Deutsche Meisterin in der AK 40 beim 50-km-Lauf, Siegerin 1987 beim München-Marathon und 1988 beim Bremen-Marathon, zweimalige Siegerin im Monschau-Marathon (1987 und 1991). Seit 1993 hält sie mit 35:09,6 min den Stadionrekord über 10.000 Meter im Aachener Waldstadion
- Gabriele Reiners (* 1966), zweimalige Deutsche Meisterin (1997 in der WHK, zugleich mit Birgit Kieven (1. Platz in der AK 35) und Antje Küpper deutsche Mannschaftsmeisterin, sowie 1998) und einmal Drittplatzierte im 50-km-Lauf[8]; 1992 Siegerin im Monschau-Marathon
- Simone Spellerberg-Rogowski (* 1961), mehrere vordere Plätze bei zahlreichen Ultramarathon-Veranstaltungen, darunter den dritten Platz in der AK 35 bei der Deutschen Meisterschaft im 50-km-Lauf[9]
- Maria Theißen (* 1955), 1996 Drittplatzierte in der AK 40, 2001 Vizemeisterin in der AK 45 sowie 2006 Siegerin in der AK 50 bei den Deutschen Meisterschaften im 100-km-Lauf. Darüber hinaus belegte sie vordere Plätze bei weiteren zahlreichen internationalen Ultralauf-Veranstaltungen[10]
- Jürgen Hüsemann, (1957–2014) zuvor BSV Grün-Weiß Wesel-Flüren[11]; Marathonbestzeit 2:17:11, aufgestellt 1985 in Wien, 1981 Sieger beim Marathonlauf Rund um den Baldeneysee und dreimaliger Sieger beim Monschau-Marathon (1981, 1987 und 1988)
- Walter Rennschuh (1918–2012), mehrfacher Welt-, Europa- und Deutscher Meister in verschiedenen Altersklassen im Bereich technische und Sprintdisziplinen. Ausgezeichnet mit dem Karls-Siegel der Stadt Aachen und dem Bundesverdienstkreuz.
- Winfried Willems (* 1957), zweiter Platz in der AK 50 bei den Deutschen Marathonmeisterschaften in Hamburg 2007 mit persönlicher Bestzeit von 2:39:15 h[12], was zugleich den zweiten Platz in der deutschen Marathon-Bestenliste der AK 50 für das laufende Jahr bedeutete. Seit 2011 startet Willems für die Aachener TG.

## Triathlonabteilung
Bereits wenige Jahre nach der Gründung der Triathlonabteilung am 10. Mai 1989 konnten deren Mitglieder mit ihren Leistungen auf zahlreichen anspruchsvollen Wettkämpfen überzeugen und stiegen Mitte der 1990er-Jahre mit einer Mannschaft in die damalige Bundesliga-West, auch „Kronenliga“ genannt, auf. Herausragende Einzelathleten dieser Zeit waren unter anderem der Mannschafts-Studentenweltmeister 1992 Gerrit-Jan Riemer, der Ultraman-Sieger Holger Spiegel 1998, der dabei mit 21:41:22 Stunden einen im Jahr 2014 noch gültigen Streckenrekord aufstellte, sowie der mehrfache Ironman-Hawaii-Finisher Tobias Winnemöller, der zudem im November 2014 den Ultraman auf Hawaii gewann.
Nach einigen Jahren des leistungsmäßigen Rückschritts, finanzieller Engpässe und der damit verbundenen Abmeldung der Mannschaft aus dem Ligabetrieb, kam es ab 2009 durch die Initiative eines neuen Vorstandes zu einem erneuten Aufschwung für die Abteilung. Durch Gewinnung leistungsstarker Mitglieder und Sponsoren sowie eines professionellen Trainerteams konnte noch im gleichen Jahr wieder eine Herren-Mannschaft für die Triathlonliga gemeldet werden. Diese schaffte dann fünf Aufstiege in Folge: von der Landesliga Süd bis zum Aufstieg in die 2. Bundesliga. Damit ist die 1. Mannschaft der DLC-Triathlonabteilung erst der zweite Verein neben dem Kölner Triathlon-Team in der Geschichte von NRW, der einen glatten Durchmarsch durch die Ligen geschafft hat. 2010 wurde eine zweite Männer-Mannschaft für den Ligabetrieb gemeldet, die ebenfalls nach vier Aufstiegen in Folge 2014 in der NRW-Liga startete. Seit 2011 kämpft darüber hinaus eine dritte Mannschaft in der Oberliga des NRWTV und für das Jahr 2015 meldet der DLC noch eine weitere beim NRWTV für die Landesliga-Süd an. Herausragende Einzelleistungen bei den Männern waren 2012 der Gewinn der NRW-Meisterschaft im Duathlon durch den damals 16-jährigen Florian Renneberg und die erfolgreiche Teilnahme von Andreas List und Gunnar Keitzel beim Ironman Hawaii 2013 sowie Thomas Schulte 2014.
Aber auch die Triathletinnen stehen dem in keiner Weise nach: 2010 erstmals mit einer Mannschaft am Start, stieg die erste Damenmannschaft ein Jahr später in die NRW-Liga auf, wo sie 2012 als Meister den Aufstieg in die 2. Bundesliga für 2013 schaffte und sich seitdem dort erfolgreich etablierte. Nach Abschluss der Saison 2015 erreichte die Damenmannschaft den 3. Platz, der für den Aufstieg in die 1. Triathlon-Bundesliga zur Saison 2016 reichte, die sie jedoch nur eine Saison halten konnte. Ein zweites Damenteam startet zugleich in der NRW-Liga, der dritthöchsten Ligaklasse. Die herausragenden Einzelsportlerinnen des DLCs sind die Welt- und Europameisterin Astrid Stienen (ehemals Ganzow), die seit der Saison 2014 ins Profilager gewechselt ist, sowie Nora Honka und Kristina Ziemons, beide ebenfalls Hawaiifinisher 2014.
Darüber hinaus betätigte und betätigt sich der DLC auch als Ausrichter diverser Triathlon-Veranstaltungen, nachdem die Abteilungsmitglieder zunächst Erfahrungen als Veranstalter von Duathlons und MTB-Wettbewerben im Raum Aachen gesammelt hatten. So gehörte von 1993 bis 2002 der DLC zusammen mit dem Schulamt der Stadt Heinsberg zu den Ausrichtern des „Euroman“ am Adolfosee in Hückelhoven, der anfangs als Mitteldistanz, ab 1997 aber als Ligawettbewerb und Volkstriathlon ausgetragen wurde. Um aber auch dem Nachwuchs eine Chance zu geben, richtete man ab 2001 den sogenannten „Next Generation Triathlon“ für die Jahrgänge Schüler D bis Jugend A mit klassenspezifischen Distanzen aus, der seitdem jährlich vor den Sommerferien vollkommen verkehrsfrei auf dem Gelände der Dr.-Leo-Löwenstein-Kaserne ausgetragen wird.
Daraus entwickelte sich ab schließlich ab 2003 innerhalb des DLCs eine eigene Kinder- und Jugendgruppe mit Schwerpunkt Triathlontraining, von denen Einzelne sich bis hin zu den Deutschen Jugendmeisterschaften qualifizieren konnten.

### Herausragende Athleten (Auswahl)
- Astrid Stienen (ehemals Astrid Ganzow; * 1979), 2013 Europameisterin beim Ironman Germany in Frankfurt am Main in der AK 30 sowie Weltmeisterin in der AK 30 beim Ironman Hawaii. Ab der Saison 2014 wechselte Ganzow ins Profilager. Ausgezeichnet mit dem Karlssiegel der Stadt Aachen
- Gerrit-Jan Riemer (* 1968), 1992 Studentenweltmeister mit der deutschen Mannschaft und 4. Platz in der Einzelwertung bei den FISU World University Triathlon Championships 1992 in Darmstadt.[16]
- Holger Spiegel (* 1972), 1998 Ultraman-Sieger auf Hawaii; inoffizielle Weltmeisterschaft mit den Einzeldisziplinen 10 km Schwimmen, 421 km Radfahren und 84 km Laufen an drei Tagen. Spiegel stellte dabei mit 21:41:22 Stunden einen 2014 noch gültigen Streckenrekord auf. Außerdem errang er den dritten Platz beim Inferno Triathlon 2001
- Kristina Ziemons (* 1984) wurde in den Jahren 2016 und 2017 Deutsche Meisterin sowie 2016 auch Europameisterin in der Altersklasse 30 in der Kurzdistanz im Duathlon. Zudem holte sie 2017 den Titel eines Deutschen Meisters auf der Langdistanz im Duathlon. Darüber hinaus startete sie für den Verein „Metz Triathlon“, für den sie in der Saison 2015/2016 mit der Duathlon-Mannschaft den Titel eines Französischen Meisters sowie den französischen Duathloncup der 1. Division erringen konnte, wofür sie im Januar 2017 mit der Sporttrophäe ausgezeichnet wurde.[17]